# Cartonema spicatum
Cartonema spicatum es una planta con flor de la familia Commelinaceae.
Es una hierba perenne que normalmente crece hasta una altura de 0,1 a 0,35 metros. Florece entre enero y julio produciendo flores amarillas.
Se encuentra en la región de Kimberley en Australia Occidental, donde crece en una variedad de suelos sobre basalto o arenisca.